# Kathedrale von Cuiabá

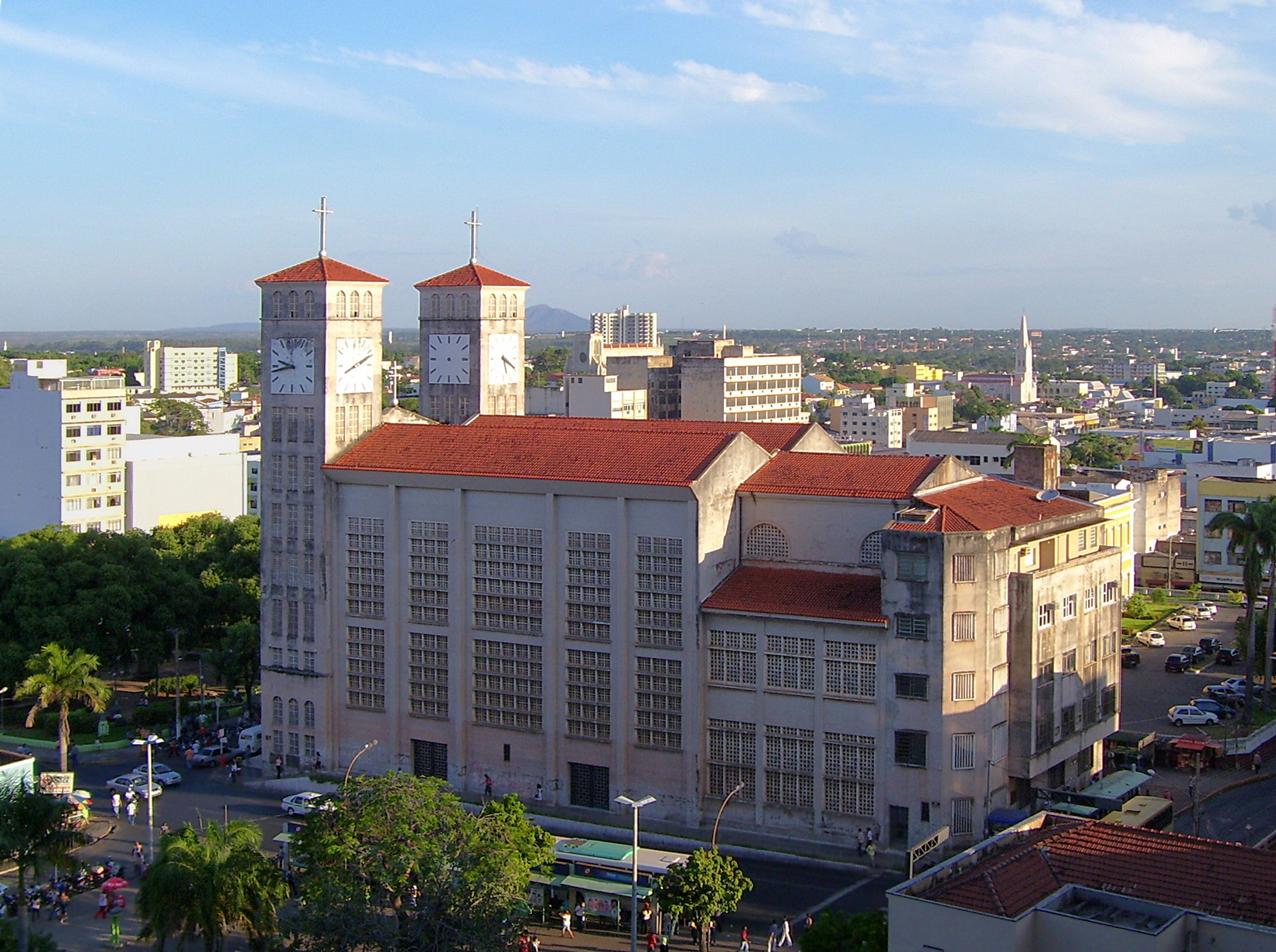
Aufnahme der Kathedrale vom Rathaus

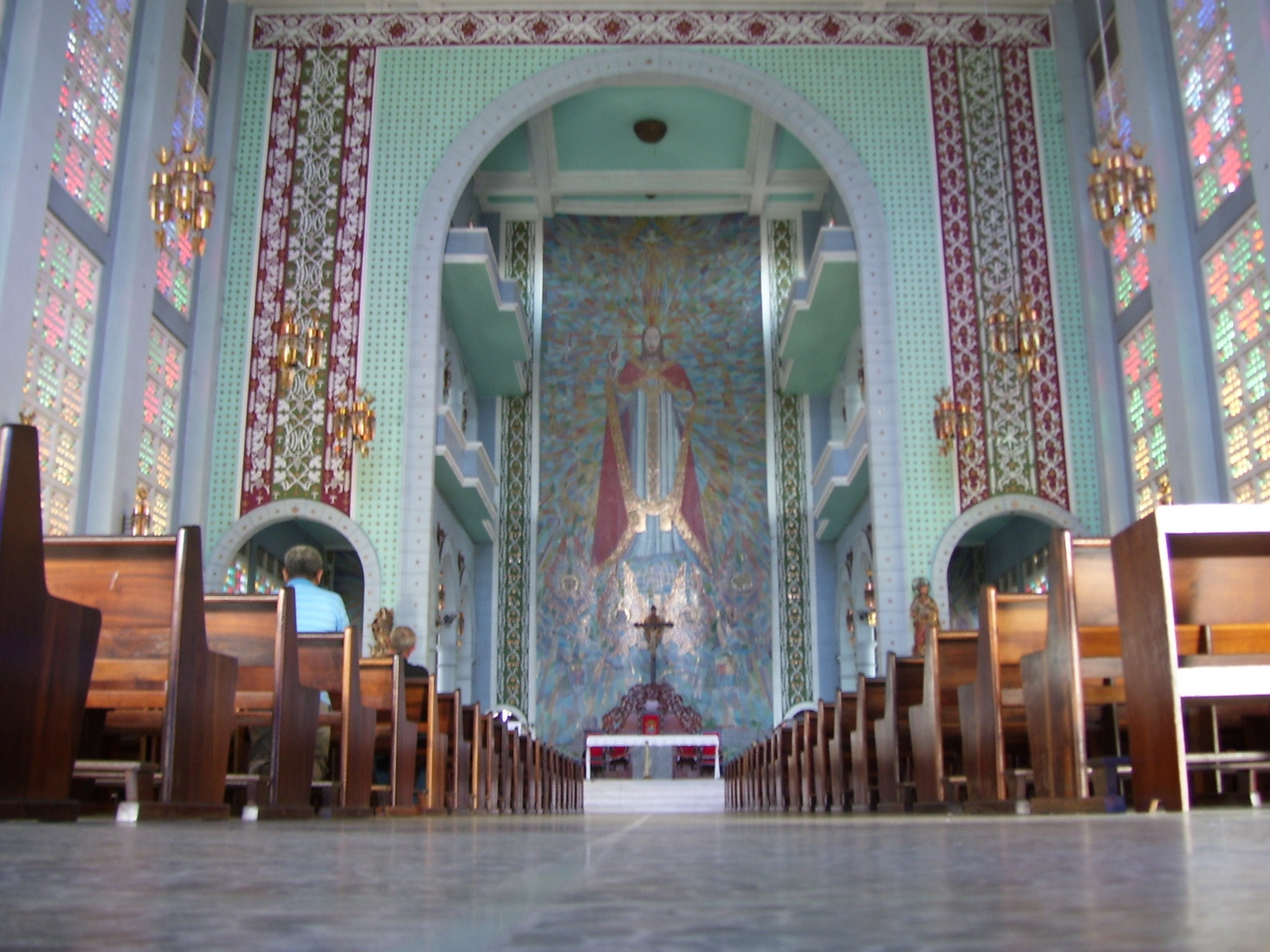
Blick zum Altar

Die Kathedrale von Cuiabá oder die Kathedralenbasilika des guten Herrn Jesus (portugiesisch Catedral Basílica do Senhor Bom Jesus) ist eine römisch-katholische Kirche in Cuiabá, der Hauptstadt des brasilianischen Bundesstaates Mato Grosso. Die Kathedrale des Erzbistums Cuiabá erhielt ein Jahr nach ihrer Weihe zusätzlich den Titel einer Basilica minor.

## Geschichte
Die Mutterkirche von Cuiabá, die dem Guten Herrn Jesus geweiht war, wurde ursprünglich 1722 erbaut, zunächst als Lehmkirche in der Bauweise Pau-a-pique. Am 6. Dezember 1745 wurde sie zum Sitz der Prälatur Cuiabá. Am 15. Juli 1826 wurde die Kirche mit der Schaffung des Bistums Cuiaba zur Kathedrale erhoben. 1868 erfolgte eine Umgestaltung am Turm und der Fassade, 1920 wurde der zweite Turm errichtet.
Mit dem Wachstum der Stadt wurde in den 1960er Jahren die Entscheidung zum Bau der neuen Kathedrale getroffen. Die alte wurde am 25. September 1968 gesprengt. Der Bau der neuen Kathedrale war mit dem Altarraum bereits zuvor begonnen worden. Die Kirchweihe erfolgte am 24. Mai 1973. Im folgenden Jahr verlieh Papst Paul VI. ihr zusätzlich den Titel einer Basilica minor.

## Architektur
Die Kirche wurde vom Architekten Benedito Calixto im neobyzantinischen Stil entworfen. Der einschiffige Raum erreicht eine Höhe von fast 40 Metern an seinem höchsten Punkt und ist ungefähr 100 Meter lang. Das große Mosaik von Christkönig im Altarraum ist 20 Meter hoch. Die Glasfenster sind farbintensiv mit geometrischen Strukturen gestaltet. In der Krypta sind die Bischöfe und andere Persönlichkeiten der Stadt beigesetzt.